# Asturias (Cebu)
Pour les articles homonymes, voir Asturias.
Asturias est une municipalité de la province de Cebu, au centre-ouest de l'île de Cebu, aux Philippines.

## Détails
Son ancien nom est Naghalin.
Elle est entourée des municipalités de Balamban (sud), Tuburan (nord), Danao (est) et du détroit de Tañon (ouest).
Elle est administrativement constituée de 27 barangays (quartiers/districts/villages) :
- Agbanga
- Agtugop
- Bago
- Bairan
- Banban
- Baye
- Bog-o
- Kaluangan
- Lanao
- Langub
- Looc Norte
- Lunas
- Magcalape
- Manguiao
- New Bago
- Owak
- Poblacion
- Saksak
- San Isidro
- San Roque
- Santa Lucia
- Santa Rita
- Tag-amakan
- Tagbubonga
- Tubigagmanok
- Tubod
- Ubogon

Sa population en 2019 est d'environ 50 000 habitants.